# National Guard Bureau

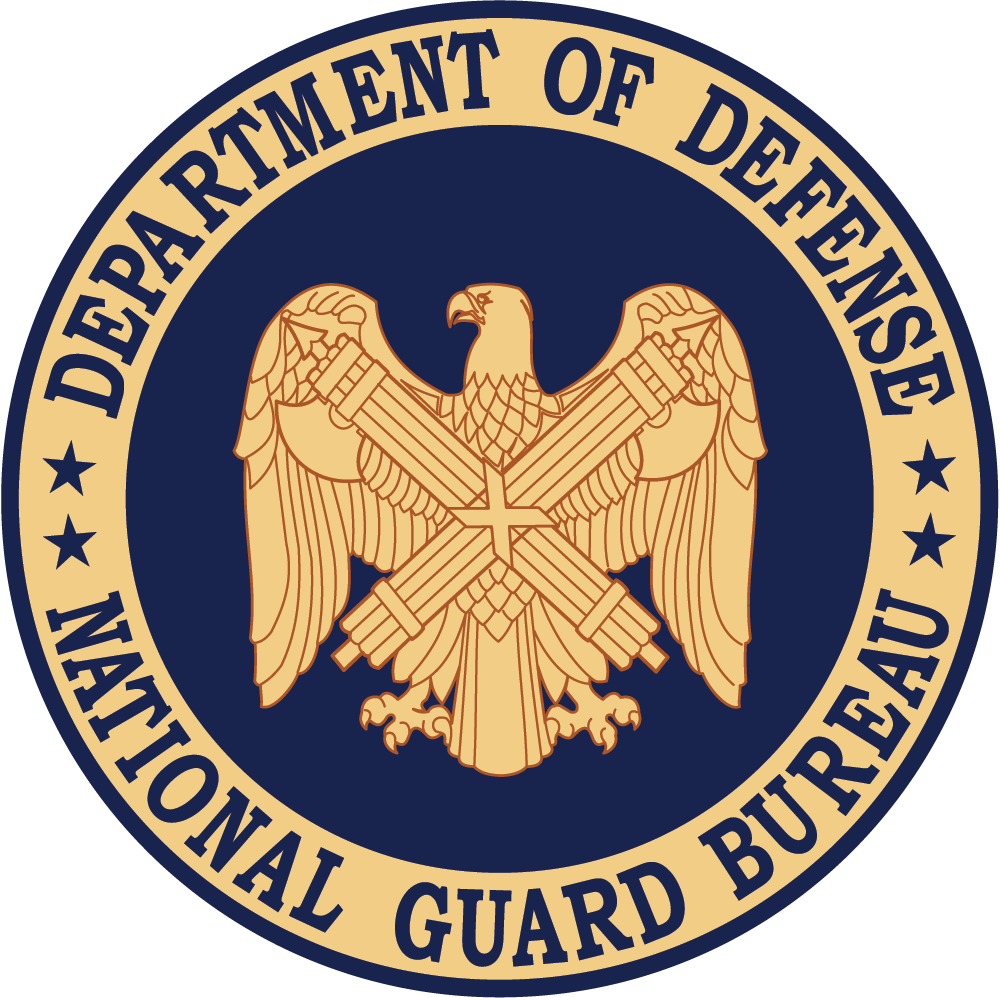
Wappen des National Guard Bureau

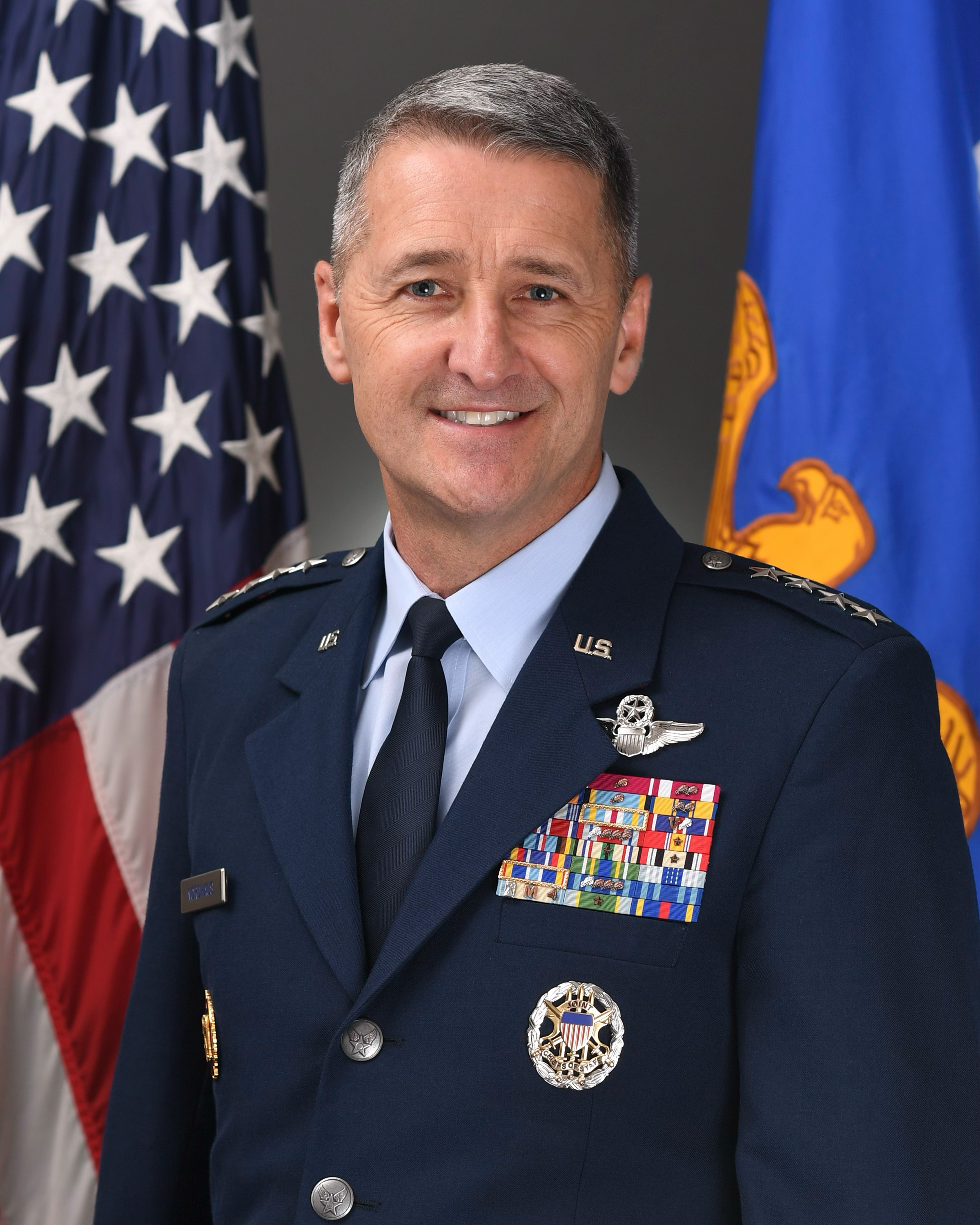
Steven Nordhaus, Chief of the National Guard Bureau

Das National Guard Bureau mit Sitz in Arlington, VA ist eine semi-unabhängige Organisationseinheit des Verteidigungsministeriums der Vereinigten Staaten. Es übernimmt die Koordination zwischen den für die einzelnen Nationalgardeeinheiten zuständigen Bundesstaaten und den beiden Teilstreitkraftgattungen des Heeres und der Luftstreitkräfte und ist für den Einsatz der Nationalgarde auf föderaler Ebene zuständig.

## Organisation
Dem National Guard Bureau untersteht organisatorisch die Nationalgarde der Vereinigten Staaten in ihrer Eigenschaft als Reserve der Streitkräfte der Vereinigten Staaten. Die Nationalgarde besteht aus der Army National Guard und der Air National Guard.
Derzeitiger Kommandeur des National Guard Bureau (Chief of the National Guard Bureau) ist General Steven Nordhaus. Der Leiter des National Guard Bureau’s wird in allen Angelegenheiten, die die Ausbildung und Verwendung, die Gesundheit und die berufliche Entwicklung von Soldaten der Nationalgarde betreffen, durch den Senior Enlisted Advisor for the National Guard Bureau beraten.

## Geschichte
Die Nationalgarde entstand aus den Milizen der Bundesstaaten des Unabhängigkeitskrieges. Die reguläre Armee war während des ganzen 19. Jahrhunderts vergleichsweise schwach. Das National Guard Bureau wurde mit dem Militia Act 1903 gegründet. Mit dem National Defense Act 1916 wurde die Nationalgarde endgültig in eine militärische Reserve der Streitkräfte der Vereinigten Staaten umgeformt. Im Ersten Weltkrieg waren zwei Fünftel der in Frankreich kämpfenden Truppen Nationalgardisten; im Zweiten Weltkrieg wurden etwa 190.000, im Koreakrieg 140.000 von ihnen eingesetzt. Seit 2012 ist der Chief of the National Guard Bureau Mitglied der Joint Chiefs of Staff.